# Андреєвський Євген Костянтинович
Євген Костянтинович Андрієвський (1847—1917) — російський державний діяч, таємний радник. У різний час обіймав посади Курського віцегубернатора (1890-1893), Чернігівського губернатора (1893—1901).

## Біографія
З дворян Бессарабської губернії. Освіту здобув у 3-му військовому Олександрівському училищі. У 1866 році навчався в Михайлівському артилерійському училищі. Офіцерську службу розпочав підпоручиком у Гвардійській кінно-артилерійській бригаді.
Під час російсько-турецької війни 1877—1878 років був ординарцем при головнокомандувачі Його Імператорської Високості Великому Князі Миколі Миколайовичу. За відмінності у справах під час обстрілювання Рущука, Нікополя, Ловчі й особливо під Плевною, Андрієвський був нагороджений золотою зброєю з написом «За хоробрість» та орденом святого Володимира IV ступеня з мечами та бантом. У 1878 році Андрієвський був призначений флігель-ад'ютантом Його величності.
У 1890 року Андрієвський перейшов на службу з цивільного відомства й призначений Курським віцегубернатором, а потім з 1893 по 1903 рік обіймав посаду Чернігівського губернатора. Займався громадською та благодійною діяльністю в Чернігівській губернії. Був почесним членом Імператорського археологічного інституту, почесним членом Імператорського російського пожежного товариства, правителем Михайлівського артилерійського училища, під заступництвом імператриці Марії Федорівни — піклувальником про глухих, піклувальником чернігівського відділення дитячого притулку, членом Марії Олександрівни про сліпих, почесних членів чернігівського товариства виправних колоній для малолітніх злочинців.
Помер 8 березня 1917 року. Похований на Казанському цвинтарі в Царському Селі.

## Спогади
Андрієвський був автором низки статей та спогадів, що публікувалися в журналах «Історичний вісник» та «Руська старовина». У перерахованих творах Андрієвського, що стосуються переважно його особистих спогадів з військової служби, багато цікавого для характеристики видатних військових діячів.
- В «Історичному віснику» за 1908-1909 роки вміщено:
  - спогади про князя До. А. Бебутова, про П. С. Ванновського
  - стаття «Молдаванська відсталість».
- У «Російській старині» за 1907, 1908 і 1909 роки надруковано цілу низку його статей:
  - «До спогадів про графа Ф. Ф. Берга»,
  - «Особливі погляди» (зі спогадами про П. П. Косагівського),
  - «Пророцтво румунської циганки»,
  - «Помилки короля Ліра» (зі спогадів про Москву),
  - « М. І. Драгомиров та військово-навчальні заклади»,
  - «М. І. Драгомиров — фельдфебель»,
  - «М. І. Драгомиров і час перед війною 1877-78 рр.».

## Чини
- Підпоручик (8.08.1866),
- Флігель-ад'ютант (1878),

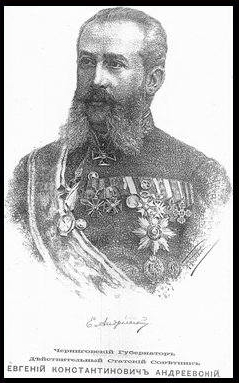

- Штабс-капітан гвардії (на 25.08.1877),
- Капітан гвардії (1878),
- Зарахований до МВС та перейменований на колезькі радники (3.03.1889),
- Таємний радник за відзнаку (ст. 14.04.1902).

## Проходження служби
- у 3-й кінно-артилерійській бригаді (8.08.1866),
- відряджений до 3-ї батареї лейб-гвардії Кінної артилерії (1868),
- затверджений на посаді бригадного ад'ютанта (1876),
- прикомандований до польового артилерійського управління діючої армії та призначений ординарцем головнокомандувача великого князя Миколи Миколайовича-старшого (1877),
- відряджений до Франції для присутності на маневрах французьких військ (1878),
- тимчасово командувач 4-й бат. лейб-гвардії Кінно-артилерійської бригади (1878),
- голова бригадного суду (1880),
- тимчасовий член Санкт-Петербурзького військово-окружного суду (1881),
- голова бригадного суду (1882),
- тимчасово командувач 4-ї батареї лейб-гвардії Кінно-артилерійської бригади (1885),
- відрахований від фронту до Світу ЄІВ (1886),
- відряджений у розпорядження полтавського губернатора (3.03.1889),
- курский віце-губернатор (1890-93),
- чернігівський губернатор (1893—1903),
- при міністрі внутрішніх справ (13.12.1903-після 1.05.1907).

## Нагороди та відзнаки
- Орден Святого Станіслава 1 ст. (1894);
- Орден Святої Анни 3 ст. з мечами та бантом (за відмінність при обстрілі фортеці Рущук та Нікополя) (1878);
- Орден Святої Анни 2-ї ст. з мечами (за відмінність при селі Правиці) (1878);
- Орден Святої Анни 1 ст. (1896);
- Орден Святого Володимира 4 ст. з мечами та бантом (за відмінність у ході військових дій біля фортеці Плевна) (1878);
- Орден Святого Володимира 2 ст. (1900);
- Орден Білого орла (1912);
- Золота шабля «За хоробрість» (за відмінність під час взяття укріпленого міста Ловчі) (1878);
- Медаль «На згадку про Російсько-Турецьку війну 1877—1878 рр.» (1878);
- Медаль «На згадку царювання Імператора Миколи I» (1896);
- Медаль «На згадку царювання імператора Олександра III» (1896);
- Медаль «На згадку про коронацію Імператора Миколи II» (1896);
- Медаль «За праці за першим загальним переписом населення» (1896);
- Медаль «На згадку про 300-річчя царювання будинку Романових» (1913);
- Відзнака бездоганної служби за XL років;
- відзнака 24.11.1866 з вензелевим зображенням імені Імператора Олександра II;
- знак на згадку про 100-річчя відомства установ Імператриці Марії;
- знак Імператорського Палестинського православного товариства;
- знак Червоного Хреста;
- відзнака піклування про сліпих;
- відзнака піклування про глухонімих;
- знак піклування дитячих притулків відомства Імператриці Марії.

Іноземні
- Орден Лева та Сонця 1-й ст. (Персія) (1900);
- Орден Почесного легіону 4 ст. (офіцерський хрест) (Франція) (1879);
- Орден Корони Румунії 1 ст. (Румунія) (1899);
- Золотий хрест за військову звитягу (Румунія) (1877);
- Румунський залізний хрест на згадку про переход військ через Дунай (Румунія);
- Орден Таківського хреста 4 ст. (Офіцерський хрест) (Сербія) (1878);
- Орден Святого Сави 1 ст. (Сербія).